# فينتسبيلس
فينتسبيلس (بالإنجليزية: Ventspils)‏ هي مدينة وcity under state jurisdiction in Latvia تقع في لاتفيا في لاتفيا. يقدر عدد سكانها بـ 41,998 نسمة ومساحتها 55.4 كم2 .

## المدن التوأمة
مدن Västervik، اشترالزوند ولوريان هي مدن توأمة لـفينتسبيلس.

## أعلام
- إريكس ريجز
- جوندارس فترا
- كريستس نيولاندز